# Chiesa dell'Invenzione della Santa Croce (Carpi)
La chiesa dell'Invenzione della Santa Croce, o semplicemente chiesa di Santa Croce, è la parrocchiale di Santa Croce, frazione del comune di Carpi. Appartiene alla zona pastorale 2 della diocesi di Carpi e risale al XV secolo.

## Storia
Il territorio sulla quale sorge l'edificio religioso, un tempo villa Pozzolo (o Pozzuoli o ancora Poggiolo), sino al 1450 apparteneva alla piccola frazione di Gargallo poi è stato reso parrocchia autonoma. In quel periodo si è iniziata la costruzione della chiesa originaria che è stata in seguito completamente rifatta nel 1772 e attorno all'Ottocento ha assunto l'aspetto moderno.
In Memorie storiche critico-toppograffiche della città di Carpi, suo principato antico e moderno con i luoghi adjerenti, e della sua diocesi nullius antica e moderna, sue parrocchie et adjerenze, sì all'uno, come all'altra raccolte da don Natale Marri, rettore di Santa Croce, viene citata una chiesa a Santa Croce già in epoca precedente, forse sin dal XIV secolo.

### Consacrazione
La solenne consacrazione fu celebrata nell'ottobre del 1792 dal vescovo di Carpi Francesco Benincasa.

## Descrizione

### Esterni
La facciata è neorinascimentale, simmetrica e rivestita in laterizio incorniciato da paraste e trabeazioni semplici. Viene divisa verticalmente in tre ordini. L'ordine alla base mostra il portale principale al centro sormontato dall'arco a tutto sesto fiancheggiato su entrambi i lati dai due ingressi secondari più semplici. L'ordine al primo piano è rappresentato dalla sola parte centrale con grande finestrone che porta luce alla sala affiancata da due semplici strutture ornamentali che partono dai corpi delle navate laterali per confluire nell'unico elemento del secondo piano, il frontone centinato.
La chiesa è fiancheggiata dal campanile neoclassico costruito nel 1819.
Sulla struttura esterna del campanile sono visibili i contrafforti metallici che ingabbiano con tiranti dall'interno la parte in muratura messi in opera durante i lavori di consolidamento dopo il terremoto dell'Emilia del 2012, tra il 2012 e il 2014.

### Interni
L'interno in origine era a navata unica e alla fine del XIX secolo vennero aggiunte le due navate laterali su progetto dell'ingegnere Achille Sammarini, che lavorò pure alla nuova facciata. Le tre navate sono divise da pilastri. I lavori finirono nel 1895, e lasciarono le pareti con una ricca decorazione a stucchi, in particolare sono visibili nel presbiterio parte delle ornamentazioni originali poi restaurate nel 1942 da Nello Mazelli.
La navata centrale ha un altare rifatto nel 1777, in scagliola. Il coro è ornato dalla pala d'altare con tela che rappresenta gli Angeli con la Croce, dolenti e in lacrime. La cappella di destra è preceduta da una statua col Cristo deposto dalla Croce. La cappella di sinistra è il santuario diocesano dedicato alla Madonna dell'Aiuto.

## Santuario della Madonna dell'Aiuto

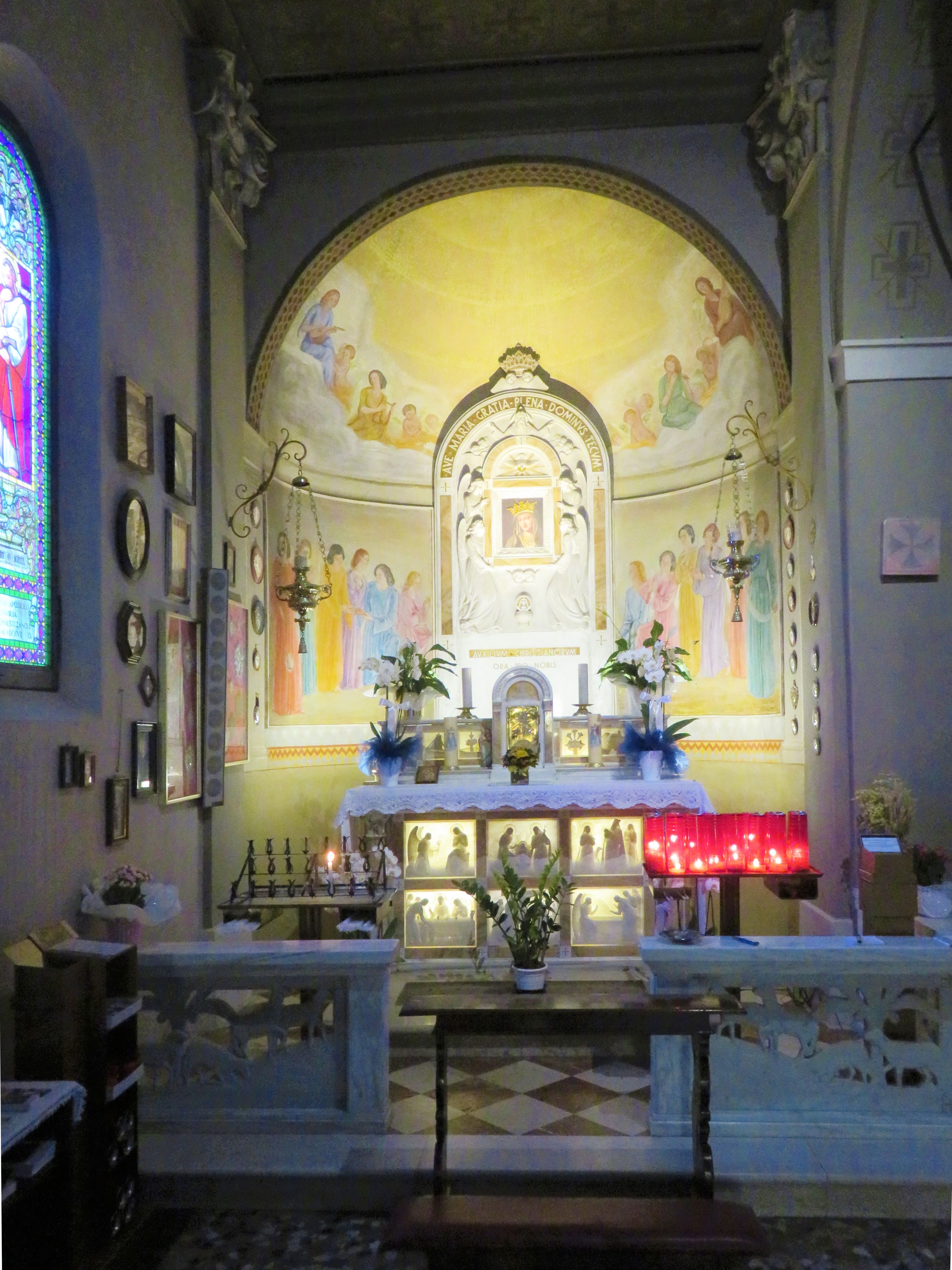
Santuario della Madonna dell'Aiuto.

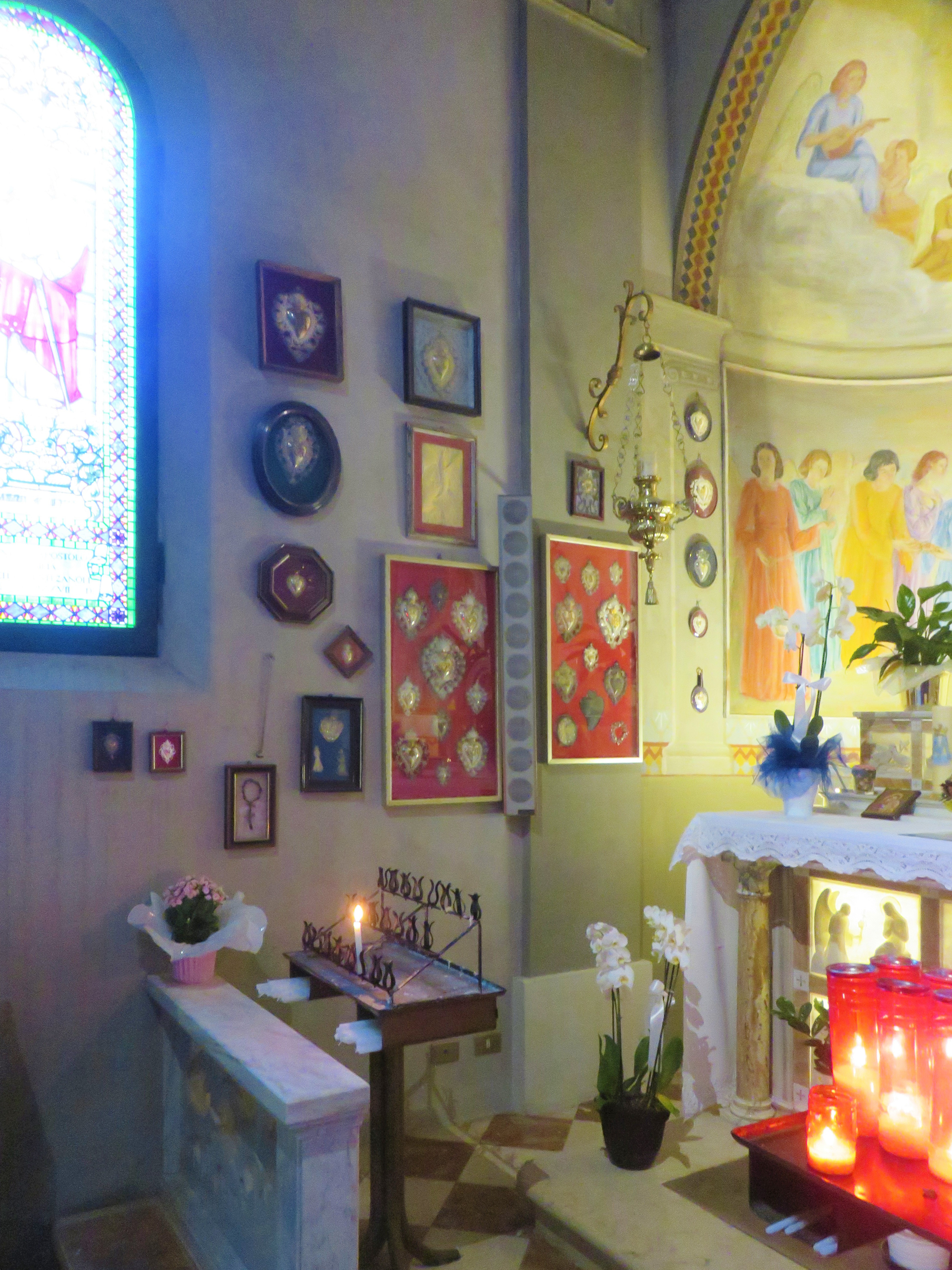
Ex voto nel santuario della Madonna dell'Aiuto.

La cappella della Madonna dell'Aiuto, che si trova in fondo alla navata sinistra, è un santuario mariano diocesano  molto venerato dai fedeli e le pareti conservano a testimonianza numerosi ex voto. Il vescovo di Carpi Erio Castellucci ha celebrato la prima messa nel luogo appena dichiarato santuario il 4 aprile 2021, giorno di Pasqua.
L'altare e l'ancona sono opera di Carmela Adani e mentre i dipinti nella parte absidale sono stati eseguiti da Ivo Voltolini. La tela è la copia di un'immagine tardoseicentesca conservata a Roma nella cappella della Madonna dell'Archetto attribuita a Domenico Maria Muratori. Il dipinto fu donato a Santa Croce nel maggio 1828 dal vescovo di Carpi Adeodato Caleffi e nel 2016 fu oggetto di un furto sacrilego.
Ogni anno, accanto alla chiesa, si tiene la sagra di Santa Croce dedicata alla Madonna dell'Aiuto, uno degli eventi tradizionali della città di Carpi.

## Danni dal terremoto

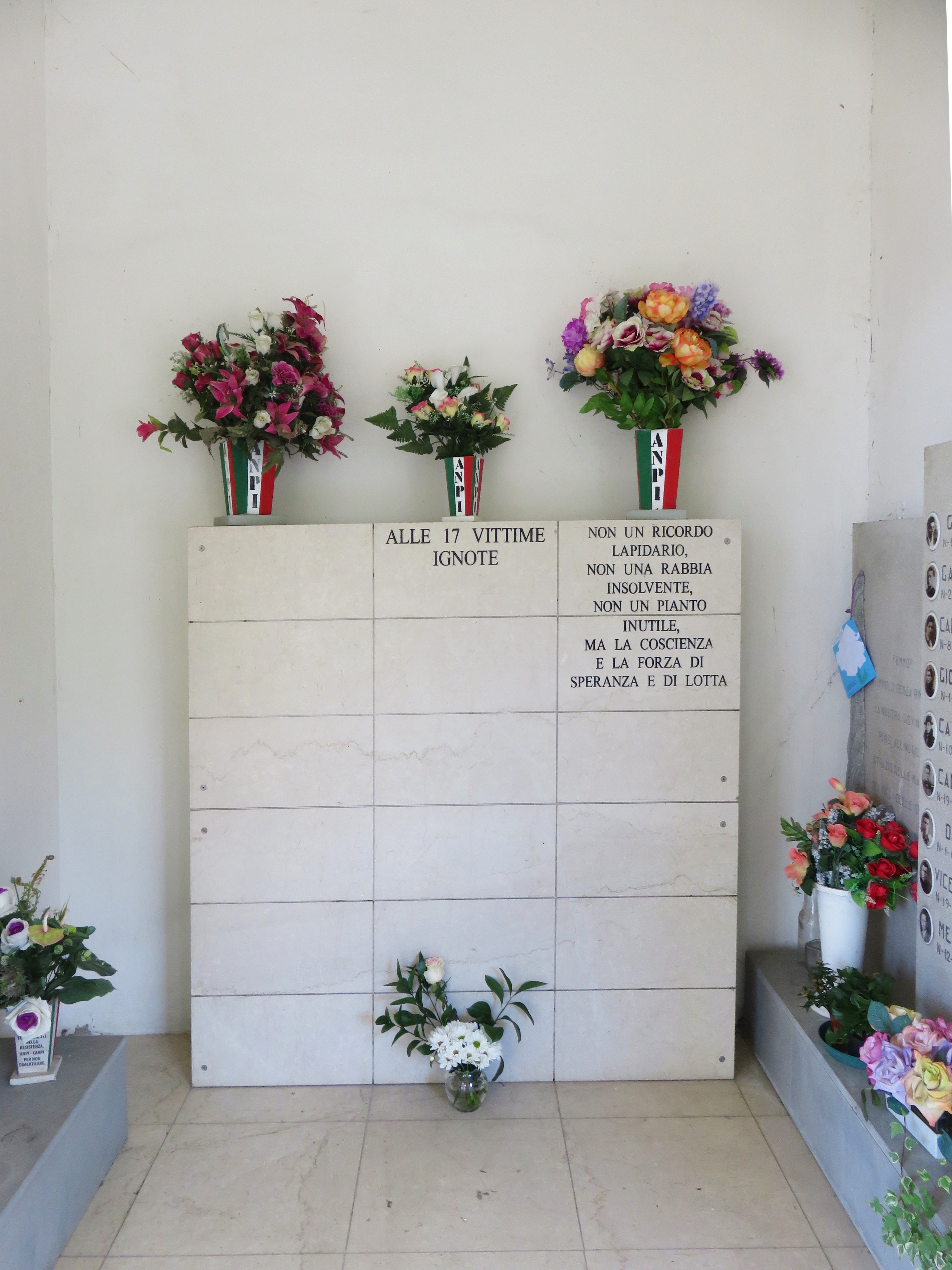
Cimitero di Santa Croce. Sacrario dei Martiri della Resistenza.

L'edificio è stato danneggiato dal terremoto dell'Emilia del 2012, è stato sottoposto a lavori di restauro che sono durati due anni ed è stato riaperto al culto nel 2014 con una cerimonia solenne presieduta dal vescovo di Carpi Francesco Cavina.

## Cimitero di Santa Croce
A breve distanza dalla chiesa c'è il cimitero frazionale di Santa Croce. Nel cimitero è presente un sacrario ai Martiri della Resistenza, caduti durante gli ultimi anni della seconda guerra mondiale e ricordato ogni anno dall'Associazione Nazionale Partigiani d'Italia.

## Necropoli di Santa Croce
Il territorio dove sorge l'edificio è di antica colonizzazione romana e attorno sono stati ritrovati anche segni di presenze in età alto-medievali.
Scavi eseguiti in località Villa Pozzolo (antico nome del vicino nucleo di Santa Croce) a partire dal XVII secolo hanno identificato alcune tombe di epoca romana in laterizio. In una di queste, risalente al I secolo, è stata rinvenuta una moneta coniata negli anni dell'imperatore Tiberio e che riporta la sua effigie.